# Artroeïta
L'artroeïta és un mineral de la classe dels halurs. Fou descoberta per A.R. Kampf i E.E. Foord el 1993 a la mina Grand Reef d'Arizona. El seu nom fou posat en honor d'Arthur Roe (1912–1993), químic nord-americà i recol·lector de mineralls microscòpics de Tucson, Arizona, EUA.

## Característiques
L'artroeïta és un mineral de plom, alumini, fluor, oxigen i hidrogen, químicament una hidroxisal, un hidroxifluorur de fórmula química Pb[AlF₃(OH)₂]. És incolora, i la seva duresa és de 2,5 a l'escala de Mohs. Té una densitat de 5,36 a 5,43 g/cm³, i cristal·litza en el sistema triclínic, normalment en forma de cristalls tabulars de fins a 1 mm, amb formes {100}, {010}, {001}, {10_1}, {011}, {11_1} i {121}. Té una fractura concoidal i una exfoliació perfecta a {100}.
Segons la classificació de Nickel-Strunz, l'artroeïta pertany a «03.CC - Halurs complexos. Soroaluminofluorurs.» juntament amb els següents minerals: gearksutita, acuminita, tikhonenkovita, calcjarlita, jarlita i jørgensenita.

## Formació
Es forma en zones oxidades de dipòsits epitermals de coure, plom i plata. Es troba associada a altres minerals com quars, moscovita, linarita, galena, fluorita, calcioaravaipaita i anglesita.